# هانا فورستر
هانا فورستر (انگلیسی: Hannah Forster؛ زادهٔ ۲۲ فوریهٔ ۱۹۹۱) بازیکن فوتبال اهل بریتانیا است.